# Deuce (luchador)
James William Reiher, Jr., (1 de septiembre de 1971) más conocido como Jimmy Snuka, Jr., es un luchador profesional estadounidense. Actualmente compite en el circuito independiente bajo el nombre de Deuce. y es el hijo de "Superfly" Jimmy Snuka y el hermano de Tamina. Trabajó para la World Wrestling Entertainment en las marcas RAW y Smackdown! bajo los nombres de Sim Snuka y Deuce respectivamente.
Dentro de sus logros destacan su reinado como Campeón en Parejas de la WWE con su excompañero Domino.

## Carrera

### World Wrestling Entertainment (2005-2009)

#### Ohio Valley Wrestling (2005-2007)
El 24 de mayo de 2005, Reiher, como Deuce Shade derrotó a Chad Wicks en una lucha del torneo para definir al nuevo Campeón Televisión de la OVW, luego derrotó a Ken Doane ganando el campeonato, el 5 de junio del 2005. Ese mismo mes perdió el campeonato con Ken Doane. El 24 de agosto del 2005, Reiher ganó una lucha para enfrentrse al Campeón de la OVW Johnny Jeter, sin embargo perdió la lucha.
En enero del 2006, Reiher comenzó a hacer equipo con Domino, bajo en nombre de "The Throw-backs". El 19 de marzo del 2006, Reiher derrotó a Mike Mizanin ganando el Campeonato Sureño en Parejas de la OVW junto a Domino. Perdieron los campeonatos el 5 de abril del 2006, frente a Roadkill y Kasey James, en una lucha que incluyó a Kenny y Mikey del Spirit Squad. El equipo ganó dos veces más el Campeonato Sureño en Parejas de la OVW y una vez el Campeonato en Parejas de la DSW antes de debutar en la WWE.

#### 2007
El 19 de enero del 2007, en SmackDown!, el equipo ahora llamado Deuce 'N Domino, debutó en el plantel principal y comenzó a destrozar equipos. El 2 de febrero en SmackDown!, derrotaron a Paul London & Brian Kendrick en una lucha normal. Luego se enfrentaron a London y Kendrick por el Campeonato en Parejas de la WWE en No Way Out 2007, pero fueron derrotados.
El 13 y el 20 de abril en SmackDown!, Deuce 'N Domino se enfrentaron a Paul London y Brian Kendrick por los Campeonatos en Parejas de la WWE, siendo derrotados una vez por descalificación, y ganando los campeonatos en la segunda ocasión. El 25 de mayo en Smackdown, Brian Kendrick y Paul London se enfrentaron a William Regal y Dave Taylor. Deuce 'N Domino atacaron a Regal and Taylor. La siguiente semana Deuce 'N Domino, London y Kendrick, y Regal y Taylor se enfrentaron por los campeonatos, con un triunfo para Deuce N' Domino.
En Vengeance: Night of Champions, Deuce 'N Domino derrotaron a Sgt. Slaughter y "Superfly" Jimmy Snuka. A pesar de que Deuce y Snuka son hijo y padre en la vida real, no fue mencionado durante la lucha.
Durante una lucha frente a Cryme Tyme, Domino sufrió la ruptura del tabique nasal.
En Smackdown MVP y Matt Hardy Fueron nombrados contendientes número uno al WWE tag team championship pero al estar en una competencia de basquetbol Deuce y Domino los atacaron.
La semana siguiente MVP y Matt Hardy le quitaron los títulos en parejas después de un Twist of Fate de parte de Matt y el conteo de parte de MVP .
En Unforgiven Deuce y Domino perderían otra vez ante MVP y Matt Hardy
En cyber sunday el y domino fueron derrotados por los nuevos luchadores Jesse & Festus.

#### 2008-2009
Participó en la Batalla Real de 24 Hombres en WrestleMania XXIV, pero fue eliminado junto con su compañero Domino.
En 20 de junio de 2008, lucharon contra Jesse & Festus, pero cuando iba a empezar el combate, empezaron a pelear entre ellos, luego Festus hizo su movimiento final para la victoria sobre Domino y después de la lucha, Deuce golpeó a Domino y dejaron el equipo de Deuce y Domino para pelear individualmente.
En el  Supplemental Draft 2008 fue transferido de Smackdown! a RAW.
Deuce hace su debut oficial en RAW en el 22 de septiembre del 2008 enfrentándose a Santino Marella por el  Campeonato Intercontinental, lucha que no logró ganar, la siguiente semana volvió a perder, esta vez ante Charlie Haas. En la edición del 15 de diciembre lucha contra Rey Mysterio pero antes de la lucha dice que ahora lo conocerán como Sim Snuka, la lucha quedó sin resultado al entrar Cody Rhodes y Manu a agredir a Mysterio. Luego de convencer a Randy Orton para entrar en "The Legacy" junto a Cody Rhodes y Manu, pasó el "paso uno" para seguir en "The Legacy" tras derrotar a Charlie Haas quien esta vez imitó a su padre "Superfly" Jimmy Snuka". Una semana más tarde, Snuka se unió a Rhodes y vencieron a Cryme Tyme ,  Rhodes consiguió el pinfall.  Después del partido se reveló que solo el hombre que consiguió el pinfall avanzaría en el grupo, dejando a Snuka fuera., . El 19 de junio fue liberado de su contrato con la WWE.

### Circuito independiente (2009-2017)
En noviembre, Snuka empezó a luchar en varios eventos de la NWA-Southwest y de la región de Fénix bajo el nombre de Simm "The Deuce" Snuka. El 28 de noviembre hizo equipo con su padre, derrotando a Triple X & Hellcat y el 30 de noviembre se enfrentó a Blue Demon, Jr. con el Campeonato Mundial Peso Pesado de la NWA en un evento celebrado por el aniversario de NWA Southwest. Demon ganó la lucha.

### Regreso al circuito independiente (2021-presente)
Trece años después de la separación, Treiber, junto con Reiher y Drew, reformó el grupo Deuce 'N Domino y comenzó a aceptar contratos en el circuito independiente.

## En lucha
- Movimientos finales
  - Deuce Twister[2] / Superfly Splash[2] (Corkscrew splash) - 2005-2007
  - Jumping hook kick[10] - 2008-presente

- Movimientos de firma
  - Deuce's Wild[2] (Jumping spinning headlock elbow drop) - 2005-2007
  - Jumping hook kick - 2005-2008
  - Jumping heel kick enzuigiri
  - Inverted rope hanging figure four necklock
  - Running high knee strike
  - Cross–armed iconoclasm
  - Running fist drop[11]

- Managers
  - Cherry
  - Maryse

- Apodos
  - "Deuce Master"

## Campeonatos y logros
- Deep South Wrestling
  - DSW Tag Team Championship (1 vez) – con Domino

- Ohio Valley Wrestling
  - OVW Television Championship (1 vez)
  - OVW Southern Tag Team Championship (3 veces) – con Domino

- International Wrestling Association
  - IWA Hardcore Championship (1 vez)

- World Wrestling Entertainment
  - WWE Tag Team Championship (1 vez) – con Domino
- Championship Wrestling From Arizona
  - CWFA Heavyweight Championship   ( 1 vez)

- Pro Wrestling Illustrated
  - Situado en el N°165 en los PWI 500 del 2008[12]
  - Situado en el N°150 en los PWI 500 del 2009